# Crazy Tour
Tournées par Queen
Jazz Tour 
 (1978-79) The Game Tour 
 (1980-81)
Crazy Tour est une tournée du groupe britannique Queen organisée en 1979 dans des petites salles après la sortie du single Crazy Little Thing Called Love. Elle compte 20 concerts donnés au total,.

## Dates de la tournée
| Date              | Ville      | Pays       | Lieu                       |
| ----------------- | ---------- | ---------- | -------------------------- |
| 22 novembre 1979  | Dublin     | Irlande    | RDS Simmonscourt           |
| 24 novembre 1979  | Birmingham | Angleterre | National Exhibition Centre |
| 26 novembre 1979  | Manchester | Angleterre | Apollo                     |
| 27 novembre 1979  | Manchester | Angleterre | Apollo                     |
| 30 novembre 1979  | Glasgow    | Écosse     | The Apollo                 |
| 1er décembre 1979 | Glasgow    | Écosse     | The Apollo                 |
| 3 décembre 1979   | Newcastle  | Angleterre | City Hall                  |
| 4 décembre 1979   | Newcastle  | Angleterre | City Hall                  |
| 6 décembre 1979   | Liverpool  | Angleterre | Empire Theatre             |
| 7 décembre 1979   | Liverpool  | Angleterre | Empire Theatre             |
| 9 décembre 1979   | Bristol    | Angleterre | Hippodrome                 |
| 10 décembre 1979  | Brighton   | Angleterre | Centre                     |
| 11 décembre 1979  | Brighton   | Angleterre | Centre                     |
| 13 décembre 1979  | Londres    | Angleterre | Lyceum Theatre             |
| 14 décembre 1979  | Londres    | Angleterre | Rainbow Theatre            |
| 17 décembre 1979  | Londres    | Angleterre | Purley Tiffany's           |
| 19 décembre 1979  | Londres    | Angleterre | Tottenham Mayfair          |
| 20 décembre 1979  | Londres    | Angleterre | Lewisham Odeon             |
| 22 décembre 1979  | Londres    | Angleterre | Alexandra Palace           |
| 26 décembre 1979  | Londres    | Angleterre | Hammersmith Odeon          |